# Trevor Bayne
Statistiques en NASCAR Cup Series
Dernière mise à jour : 23 octobre 2012 
Trevor Bayne (né le 19 février 1991 à Knoxville) est un pilote américain de NASCAR (Sprint Cup Series et Nationwide Series). Il conduit la Ford Fusion Motorcraft/QuickLane no 21 pour Wood Brothers Racing dans les Sprint Cup Series, et la Ford Mustang no 16 pour Roush Fenway Racing dans les Nationwide Series.

## Carrière
Il commence sa carrière en Nascar Nationwide en 2009, sur le circuit de Bristol, prenant part à 15 des 35 courses de la saison. La saison suivante, il pilote pour la Michael Waltrip Racing, et termine 7e du championnat. En 2011, son championnat principal reste la Nationwide, mais il prend tout de même part à plusieurs courses de la catégorie reine, la Sprint Cup Series. Pour son deuxième départ en Sprint Cup, il remporte la prestigieuse course du Daytona 500 à la surprise générale, devenant à la veille de ses 20 ans le plus jeune vainqueur de l'épreuve.
Absent de plusieurs courses en raison d'une maladie provoquée par une morsure d'araignée, il ne peut lutter pour le titre en Nationwide, il termine 11e du championnat, ayant toutefois remporté sa première course dans la discipline au Texas. Des problèmes de sponsor l'empêchent de disputer l'intégralité de la saison 2012. Il prend néanmoins le départ de quelques courses en Nationwide et en Sprint Cup.